# Campionat del món de corfbol 2007
El 8è Campionat del Món de corfbol es disputà a Brno (República Txeca) de l'1 al 10 de novembre de 2007, amb la participació de 16 seleccions nacionals.
Les vuit primeres seleccions també es van classificar per a participar en els Jocs Mundials de l'any 2009 a Kaohsiung (Taiwan).
A més, durant aquest campionat, es va disputar la final de l'European Bowl 2007 entre els campions de les conferències Est i Oest d'aquesta competició, Eslovàquia i el País de Gal·les.

## Equips
| Grup A | Grup A        |
| ------ | ------------- |
|        | Països Baixos |
|        | Portugal      |
|        | Catalunya     |
|        | Xina          |

| Grup B | Grup B     |
| ------ | ---------- |
|        | Bèlgica    |
|        | Austràlia  |
|        | Sud-àfrica |
|        | Polònia    |

| Grup C | Grup C          |
| ------ | --------------- |
|        | República Txeca |
|        | Anglaterra      |
|        | Hongria         |
|        | Índia           |

| Grup D | Grup D       |
| ------ | ------------ |
|        | Taipei Xinès |
|        | Alemanya     |
|        | Rússia       |
|        | EUA          |

### Catalunya
L'esquadra catalana que viatjà fins a Brno per a disputar el Campionat del Món 2007 fou:
| - Jordi Díaz (CK Vacarisses) - Xavi Vidal (CK Vacarisses) - Alexis Escardibul (CK Vallparadís) - José Luis Jurado (CK Vallparadís) - Marta Flores (CK Vacarisses) - Lídia Soriano (CK Vacarisses) - Alba Juncosa (CE Vilanova) |  | - Luis Rosa (CK Vacarisses) - Dani Vidaña (CK Cerdanyola) - Xavi Blázquez (CK Vallparadís) - Raquel Varela (CK Vacarisses) - Montse Cortés (CK Vacarisses) - Susana Jurado (CK Cerdanyola) - Cristina Visconti (CK Vallparadís) |  | - Tilbert la Haye (entrenador) - Rosendo Garcia (2n entrenador) - Sergio Perales (team manager) - Nuria Ventura (fisioterapeuta) - Alberto Vidaña (cap d'expedició) |  |  |

## Primera fase

### Llegenda
| Pts = Punts J = Partits jugats G = Partits guanyats (3p) g = Partits guanyats amb gol d'or/penals (2p) p = Partits perduts amb gol d'or/penals (1p) P = Partits perduts |  | CF = Cistelles a favor CC = Cistelles en contra DC = Diferència de cistelles (CF-CC) GG = Partit guanyat per Gol d'or (golden goal) |  |  |

| GRUP A        | Pts | J | G | g | p | P | CF  | CA | DC  |
| ------------- | --- | - | - | - | - | - | --- | -- | --- |
| Països Baixos | 9   | 3 | 3 | 0 | 0 | 0 | 101 | 31 | +70 |
| Portugal      | 6   | 3 | 2 | 0 | 0 | 1 | 59  | 47 | +12 |
| Catalunya     | 3   | 3 | 1 | 0 | 0 | 2 | 44  | 57 | -13 |
| Xina          | 0   | 3 | 0 | 0 | 0 | 3 | 28  | 97 | -69 |

| 1 de novembre de 2007 15:30 |                                               |           |      |
| Països Baixos               | 29-11                                         | Catalunya | Brno |
|                             | Detalls Arxivat 2008-08-19 a Wayback Machine. |           | Brno |

| 1 de novembre de 2007 17:15 |                                               |      |      |
| Portugal                    | 32-7                                          | Xina | Brno |
|                             | Detalls Arxivat 2007-11-07 a Wayback Machine. |      | Brno |

| 2 de novembre de 2007 15:45 |                                               |      |      |
| Catalunya                   | 23-11                                         | Xina | Brno |
|                             | Detalls Arxivat 2007-11-07 a Wayback Machine. |      | Brno |

| 2 de novembre de 2007 17:30 |                                               |          |      |
| Països Baixos               | 30-10                                         | Portugal | Brno |
|                             | Detalls Arxivat 2007-11-07 a Wayback Machine. |          | Brno |

| 3 de novembre de 2007 14:00 |                                               |      |      |
| Països Baixos               | 42-10                                         | Xina | Brno |
|                             | Detalls Arxivat 2007-11-07 a Wayback Machine. |      | Brno |

| 3 de novembre de 2007 15:45 |                                               |           |      |
| Portugal                    | 17-10                                         | Catalunya | Brno |
|                             | Detalls Arxivat 2007-11-06 a Wayback Machine. |           | Brno |

| GRUP B     | Pts | J | G | g | p | P | CF | CA | DC  |
| ---------- | --- | - | - | - | - | - | -- | -- | --- |
| Bèlgica    | 9   | 3 | 3 | 0 | 0 | 0 | 92 | 18 | +74 |
| Austràlia  | 3   | 3 | 1 | 0 | 0 | 2 | 40 | 63 | -23 |
| Polònia    | 3   | 3 | 1 | 0 | 0 | 2 | 38 | 62 | -24 |
| Sud-àfrica | 3   | 3 | 1 | 0 | 0 | 2 | 42 | 69 | -27 |

| 1 de novembre de 2007 15:45 |                                               |            |      |
| Bèlgica                     | 32-7                                          | Sud-àfrica | Brno |
|                             | Detalls Arxivat 2007-11-12 a Wayback Machine. |            | Brno |

| 1 de novembre de 2007 17:30 |                                               |         |      |
| Austràlia                   | 12-18                                         | Polònia | Brno |
|                             | Detalls Arxivat 2007-11-05 a Wayback Machine. |         | Brno |

| 2 de novembre de 2007 14:00 |                                               |         |      |
| Sud-àfrica                  | 22-15                                         | Polònia | Brno |
|                             | Detalls Arxivat 2007-11-05 a Wayback Machine. |         | Brno |

| 2 de novembre de 2007 19:15 |                                               |           |      |
| Bèlgica                     | 32-6                                          | Austràlia | Brno |
|                             | Detalls Arxivat 2007-11-05 a Wayback Machine. |           | Brno |

| 3 de novembre de 2007 15:45 |                                               |         |      |
| Bèlgica                     | 28-5                                          | Polònia | Brno |
|                             | Detalls Arxivat 2007-11-05 a Wayback Machine. |         | Brno |

| 3 de novembre de 2007 19:15 |                                               |            |      |
| Austràlia                   | 22-13                                         | Sud-àfrica | Brno |
|                             | Detalls Arxivat 2007-11-07 a Wayback Machine. |            | Brno |

| GRUP C          | Pts | J | G | g | p | P | CF | CA | DC  |
| --------------- | --- | - | - | - | - | - | -- | -- | --- |
| República Txeca | 8   | 3 | 2 | 1 | 0 | 0 | 50 | 38 | +12 |
| Anglaterra      | 7   | 3 | 2 | 0 | 1 | 0 | 38 | 31 | +7  |
| Hongria         | 3   | 3 | 1 | 0 | 0 | 2 | 38 | 28 | +10 |
| Índia           | 0   | 3 | 0 | 0 | 0 | 3 | 34 | 63 | -29 |

| 1 de novembre de 2007 14:00 |                                               |       |      |
| Anglaterra                  | 20-13                                         | Índia | Brno |
|                             | Detalls Arxivat 2008-09-07 a Wayback Machine. |       | Brno |

| 1 de novembre de 2007 20:15 |                                               |         |      |
| República Txeca             | 14-13                                         | Hongria | Brno |
|                             | Detalls Arxivat 2007-11-07 a Wayback Machine. |         | Brno |

| 2 de novembre de 2007 15:45 |                                               |       |      |
| Hongria                     | 19-7                                          | Índia | Brno |
|                             | Detalls Arxivat 2007-11-07 a Wayback Machine. |       | Brno |

| 2 de novembre de 2007 17:30 |                                               |            |      |
| República Txeca             | 12-11 (gg)                                    | Anglaterra | Brno |
|                             | Detalls Arxivat 2007-11-07 a Wayback Machine. |            | Brno |

| 3 de novembre de 2007 14:00 |                                               |         |      |
| Anglaterra                  | 7-6                                           | Hongria | Brno |
|                             | Detalls Arxivat 2007-11-07 a Wayback Machine. |         | Brno |

| 3 de novembre de 2007 17:30 |                                               |       |      |
| República Txeca             | 24-14                                         | Índia | Brno |
|                             | Detalls Arxivat 2007-11-06 a Wayback Machine. |       | Brno |

| GRUP D       | Pts | J | G | g | p | P | CF | CA | DC  |
| ------------ | --- | - | - | - | - | - | -- | -- | --- |
| Taipei Xinès | 9   | 3 | 3 | 0 | 0 | 0 | 68 | 44 | +24 |
| Rússia       | 6   | 3 | 2 | 0 | 0 | 1 | 48 | 41 | +7  |
| Alemanya     | 3   | 3 | 1 | 0 | 0 | 2 | 52 | 44 | +8  |
| EUA          | 0   | 3 | 0 | 0 | 0 | 3 | 31 | 70 | -39 |

| 1 de novembre de 2007 12:00 |                                               |        |      |
| Taipei Xinès                | 20-16                                         | Rússia | Brno |
|                             | Detalls Arxivat 2008-09-07 a Wayback Machine. |        | Brno |

| 1 de novembre de 2007 13:45 |                                               |     |      |
| Alemanya                    | 24-10                                         | EUA | Brno |
|                             | Detalls Arxivat 2008-08-29 a Wayback Machine. |     | Brno |

| 2 de novembre de 2007 14:00 |                                               |     |      |
| Rússia                      | 19-9                                          | EUA | Brno |
|                             | Detalls Arxivat 2007-11-07 a Wayback Machine. |     | Brno |

| 2 de novembre de 2007 19:15 |                                               |          |      |
| Taipei Xinès                | 21-16                                         | Alemanya | Brno |
|                             | Detalls Arxivat 2007-11-07 a Wayback Machine. |          | Brno |

| 3 de novembre de 2007 17:30 |                                               |     |      |
| Taipei Xinès                | 27-12                                         | EUA | Brno |
|                             | Detalls Arxivat 2007-11-07 a Wayback Machine. |     | Brno |

| 3 de novembre de 2007 19:15 |                                               |        |      |
| Alemanya                    | 12-13                                         | Rússia | Brno |
|                             | Detalls Arxivat 2008-11-20 a Wayback Machine. |        | Brno |

## Segona fase

### Grups pel títol
Es formen amb els dos primers classificats de cada grup de la primera fase, conservant-se el resultat entre els dos que coincideixen de la primera fase.
| GRUP E        | Pts | J | G | g | p | P | CF | CA | DC  |
| ------------- | --- | - | - | - | - | - | -- | -- | --- |
| Països Baixos | 9   | 3 | 3 | 0 | 0 | 0 | 88 | 25 | +63 |
| Portugal      | 6   | 3 | 2 | 0 | 0 | 1 | 41 | 57 | -16 |
| Taipei Xinès  | 3   | 3 | 1 | 0 | 0 | 2 | 44 | 61 | -17 |
| Rússia        | 0   | 3 | 0 | 0 | 0 | 3 | 34 | 64 | -30 |

| 5 de novembre de 2007 17:30 |                                               |        |      |
| Països Baixos               | 30-6                                          | Rússia | Brno |
|                             | Detalls Arxivat 2007-11-07 a Wayback Machine. |        | Brno |

| 5 de novembre de 2007 19:15 |                                               |              |      |
| Portugal                    | 17-15                                         | Taipei Xinès | Brno |
|                             | Detalls Arxivat 2007-11-06 a Wayback Machine. |              | Brno |

| 6 de novembre de 2007 17:30 |                                               |        |      |
| Portugal                    | 14-12                                         | Rússia | Brno |
|                             | Detalls Arxivat 2007-11-06 a Wayback Machine. |        | Brno |

| 6 de novembre de 2007 19:15 |                                               |              |      |
| Països Baixos               | 28-9                                          | Taipei Xinès | Brno |
|                             | Detalls Arxivat 2007-11-09 a Wayback Machine. |              | Brno |

| GRUP F          | Pts | J | G | g | p | P | CF | CA | DC  |
| --------------- | --- | - | - | - | - | - | -- | -- | --- |
| Bèlgica         | 9   | 3 | 3 | 0 | 0 | 0 | 69 | 28 | +41 |
| República Txeca | 5   | 3 | 1 | 1 | 0 | 1 | 42 | 43 | -1  |
| Anglaterra      | 3   | 3 | 0 | 1 | 1 | 1 | 34 | 38 | -4  |
| Austràlia       | 1   | 3 | 0 | 0 | 1 | 2 | 27 | 63 | -36 |

| 5 de novembre de 2007 17:30 |                                               |            |      |
| Bèlgica                     | 14-10                                         | Anglaterra | Brno |
|                             | Detalls Arxivat 2007-11-07 a Wayback Machine. |            | Brno |

| 5 de novembre de 2007 19:15 |                                               |                 |      |
| Austràlia                   | 9-18                                          | República Txeca | Brno |
|                             | Detalls Arxivat 2007-11-08 a Wayback Machine. |                 | Brno |

| 6 de novembre de 2007 17:30 |                                               |            |      |
| Austràlia                   | 12-13 (gg)                                    | Anglaterra | Brno |
|                             | Detalls Arxivat 2007-11-07 a Wayback Machine. |            | Brno |

| 6 de novembre de 2007 19:15 |                                               |                 |      |
| Bèlgica                     | 23-12                                         | República Txeca | Brno |
|                             | Detalls Arxivat 2007-11-08 a Wayback Machine. |                 | Brno |

### Grups 8è al 16è
Es formen amb els dos darrers classificats de cada grup de la primera fase, conservant-se el resultat entre els dos que coincideixen de la primera fase.
| GRUP G    | Pts | J | G | g | p | P | CF | CA | DC  |
| --------- | --- | - | - | - | - | - | -- | -- | --- |
| Catalunya | 9   | 3 | 3 | 0 | 0 | 0 | 50 | 23 | +27 |
| Alemanya  | 6   | 3 | 2 | 0 | 0 | 1 | 52 | 32 | +20 |
| Xina      | 3   | 3 | 1 | 0 | 0 | 2 | 36 | 53 | -17 |
| EUA       | 0   | 3 | 0 | 0 | 0 | 3 | 24 | 54 | -30 |

| 5 de novembre de 2007 14:00 |                                               |     |      |
| Catalunya                   | 14-1                                          | EUA | Brno |
|                             | Detalls Arxivat 2007-11-07 a Wayback Machine. |     | Brno |

| 5 de novembre de 2007 15:45 |                                               |          |      |
| Xina                        | 9-17                                          | Alemanya | Brno |
|                             | Detalls Arxivat 2007-11-08 a Wayback Machine. |          | Brno |

| 6 de novembre de 2007 14:00 |                                               |     |      |
| Xina                        | 16-13                                         | EUA | Brno |
|                             | Detalls Arxivat 2007-11-07 a Wayback Machine. |     | Brno |

| 6 de novembre de 2007 15:45 |                                               |          |      |
| Catalunya                   | 13-11                                         | Alemanya | Brno |
|                             | Detalls Arxivat 2007-11-07 a Wayback Machine. |          | Brno |

| GRUP H     | Pts | J | G | g | p | P | CF | CA | DC  |
| ---------- | --- | - | - | - | - | - | -- | -- | --- |
| Hongria    | 9   | 3 | 3 | 0 | 0 | 0 | 55 | 25 | +30 |
| Índia      | 5   | 3 | 1 | 1 | 0 | 1 | 50 | 54 | -4  |
| Sud-àfrica | 3   | 1 | 1 | 0 | 0 | 2 | 51 | 63 | -12 |
| Polònia    | 1   | 3 | 0 | 0 | 1 | 2 | 39 | 53 | -14 |

| 5 de novembre de 2007 14:00 |                                               |       |      |
| Polònia                     | 16-17 (gg)                                    | Índia | Brno |
|                             | Detalls Arxivat 2007-11-07 a Wayback Machine. |       | Brno |

| 5 de novembre de 2007 15:45 |                                               |         |      |
| Sud-àfrica                  | 10-22                                         | Hongria | Brno |
|                             | Detalls Arxivat 2007-11-07 a Wayback Machine. |         | Brno |

| 6 de novembre de 2007 14:00 |                                               |       |      |
| Sud-àfrica                  | 19-26                                         | Índia | Brno |
|                             | Detalls Arxivat 2007-11-07 a Wayback Machine. |       | Brno |

| 6 de novembre de 2007 15:45 |         |         |      |
| Polònia                     | 8-14    | Hongria | Brno |
|                             | Detalls |         | Brno |

## Fase final

### Llocs 13 a 16
|  | Llocs 13 a 16           | Llocs 13 a 16           |    |                         | Llocs 13 i 14           | Llocs 13 i 14 |
|  |                         |                         |    |                         |                         |               |
|  | 7 de novembre - Detalls |                         |    |                         |                         |               |
|  | Xina                    | 15                      |    |                         |                         |               |
|  | Polònia                 | 17                      |    |                         |                         |               |
|  |                         |                         |    |                         |                         |               |
|  |                         |                         |    |                         | 9 de novembre - Detalls |               |
|  |                         |                         |    |                         | Polònia                 | 12            |
|  |                         | Estats Units            | 13 |                         |                         |               |
|  |                         |                         |    |                         |                         |               |
|  |                         |                         |    |                         |                         |               |
|  |                         |                         |    |                         | Llocs 15 i 16           |               |
|  | 7 de novembre - Detalls | 7 de novembre - Detalls |    | 9 de novembre - Detalls | 9 de novembre - Detalls |               |
|  | Sud-àfrica              | 9                       |    | Xina                    | 16                      |               |
|  | Estats Units            | 10(gg)                  |    |                         | Sud-àfrica              | 17(gg)        |

### Llocs 9 a 12
|  | Llocs 9 a 12            | Llocs 9 a 12            |    |                         | Llocs 9 i 10            | Llocs 9 i 10 |
|  |                         |                         |    |                         |                         |              |
|  | 7 de novembre - Detalls |                         |    |                         |                         |              |
|  | Catalunya               | 12                      |    |                         |                         |              |
|  | Índia                   | 10                      |    |                         |                         |              |
|  |                         |                         |    |                         |                         |              |
|  |                         |                         |    |                         | 9 de novembre - Detalls |              |
|  |                         |                         |    |                         | Catalunya               | 13(gg)       |
|  |                         | Hongria                 | 12 |                         |                         |              |
|  |                         |                         |    |                         |                         |              |
|  |                         |                         |    |                         |                         |              |
|  |                         |                         |    |                         | Llocs 11 i 12           |              |
|  | 7 de novembre - Detalls | 7 de novembre - Detalls |    | 9 de novembre - Detalls | 9 de novembre - Detalls |              |
|  | Hongria                 | 17                      |    | Índia                   | 9                       |              |
|  | Alemanya                | 16                      |    |                         | Alemanya                | 19           |

### Llocs 5 a 8
|  | Llocs 5 a 8             | Llocs 5 a 8             |   |                          | Llocs 5 i 6              | Llocs 5 i 6 |
|  |                         |                         |   |                          |                          |             |
|  | 8 de novembre - Detalls |                         |   |                          |                          |             |
|  | Xina Taipei             | 21                      |   |                          |                          |             |
|  | Austràlia               | 13                      |   |                          |                          |             |
|  |                         |                         |   |                          |                          |             |
|  |                         |                         |   |                          | 10 de novembre - Detalls |             |
|  |                         |                         |   |                          | Xina Taipei              | 13          |
|  |                         | Rússia                  | 8 |                          |                          |             |
|  |                         |                         |   |                          |                          |             |
|  |                         |                         |   |                          |                          |             |
|  |                         |                         |   |                          | Llocs 7 i 8              |             |
|  | 8 de novembre - Detalls | 8 de novembre - Detalls |   | 10 de novembre - Detalls | 10 de novembre - Detalls |             |
|  | Anglaterra              | 9                       |   | Austràlia                | 11                       |             |
|  | Rússia                  | 13                      |   |                          | Anglaterra               | 12          |

### Llocs 1 al 4
|  | Semifinals              | Semifinals              |    |                          | Final                    | Final |
|  |                         |                         |    |                          |                          |       |
|  | 8 de novembre - Detalls |                         |    |                          |                          |       |
|  | Països Baixos           | 22                      |    |                          |                          |       |
|  | Txèquia                 | 9                       |    |                          |                          |       |
|  |                         |                         |    |                          |                          |       |
|  |                         |                         |    |                          | 10 de novembre - Detalls |       |
|  |                         |                         |    |                          | Països Baixos            | 23    |
|  |                         | Bèlgica                 | 10 |                          |                          |       |
|  |                         |                         |    |                          |                          |       |
|  |                         |                         |    |                          |                          |       |
|  |                         |                         |    |                          | Tercer lloc              |       |
|  | 8 de novembre - Detalls | 8 de novembre - Detalls |    | 10 de novembre - Detalls | 10 de novembre - Detalls |       |
|  | Portugal                | 6                       |    | Txèquia                  | 19                       |       |
|  | Bèlgica                 | 19                      |    |                          | Portugal                 | 14    |

| Països Baixos          |
| Campions PAÏSOS BAIXOS |

## Final de l'European Bowl
Durant aquest campionat també es va disputar la final de l'European Bowl 2007.
| 9 de novembre de 2007 13:30 |                                               |                 |      |
| Eslovàquia                  | 14-6                                          | País de Gal·les | Brno |
|                             | Detalls Arxivat 2007-11-07 a Wayback Machine. |                 | Brno |